# Associazione Sportiva Reggina 1956-1957
Questa pagina raccoglie i dati riguardanti l'Associazione Sportiva Reggina nelle competizioni ufficiali della stagione 1956-1957.

## Stagione
La squadra, allenata per la seconda stagione consecutiva da Oronzo Pugliese, ha concluso la Serie C 1956-1957 al nono posto.

## Rosa
| N. |                   | Ruolo | Calciatore        |
| -- | ----------------- | ----- | ----------------- |
| -  | Italia (bandiera) | P     | Sergio Morselli   |
| -  | Italia (bandiera) | P     | Santino Ciceri    |
| -  | Italia (bandiera) | D     | Vincenzo Magni    |
| -  | Italia (bandiera) | D     | Antonio Bumbaca   |
| -  | Italia (bandiera) | C     | Alberto Gatto     |
| -  | Italia (bandiera) | C     | Giancarlo Cadè    |
| -  | Italia (bandiera) | A     | Emilio Scarlattei |
| -  | Italia (bandiera) | A     | Fernando Dalfini  |
| -  | Italia (bandiera) | A     | Pietro Leoni      |

| N. |                   | Ruolo | Calciatore            |
| -- | ----------------- | ----- | --------------------- |
| -  | Italia (bandiera) | A     | Cesare Peruzzi        |
| -  | Italia (bandiera) | C     | Domenico De Vito      |
| -  | Italia (bandiera) | C     | Natale Casisa         |
| -  | Italia (bandiera) | A     | Francesco Passariello |
| -  | Italia (bandiera) | C     | Edo Semplici          |
| -  | Italia (bandiera) | D     | Giorgio Oblach        |
| -  | Italia (bandiera) | C     | Giorgio Odling        |
| -  | Italia (bandiera) | A     | Brunello Cocciuti     |

## Piazzamenti
- Serie C: 9º posto.